# Eublaberus immaculus
Eublaberus immaculus är en kackerlacksart som först beskrevs av Henri Saussure och Leo Zehntner 1894.  Eublaberus immaculus ingår i släktet Eublaberus och familjen jättekackerlackor. Inga underarter finns listade i Catalogue of Life.